# Europeiska inomhusmästerskapen i friidrott 2023 – Damernas 4 × 400 meter stafett
Damernas 4 × 400 meter stafett vid europeiska inomhusmästerskapen i friidrott 2023 avgjordes mellan den 5 mars 2023 på Ataköy Athletics Arena i Istanbul i Turkiet.

## Medaljörer
| Guld                                                                    | Silver                                                                     | Brons                                                                            |
| Nederländerna Lieke Klaver Eveline Saalberg Cathelijn Peeters Femke Bol | Italien Alice Mangione Ayomide Folorunso Anna Polinari Eleonora Marchiando | Polen Anna Kiełbasińska Marika Popowicz-Drapała Alicja Wrona-Kutrzepa Anna Pałys |

## Rekord
| Innan tävlingens start fanns följande rekord | Innan tävlingens start fanns följande rekord                                | Innan tävlingens start fanns följande rekord | Innan tävlingens start fanns följande rekord | Innan tävlingens start fanns följande rekord |
| -------------------------------------------- | --------------------------------------------------------------------------- | -------------------------------------------- | -------------------------------------------- | -------------------------------------------- |
| Världsrekord                                 | Ryssland Julija Gusjtjina Olga Kotljarova Olga Zajtseva Olesia Krasnomovets | 3.23,37                                      | Glasgow, Storbritannien                      | 28 januari 2006                              |
| Europeiskt rekord                            | Ryssland Julija Gusjtjina Olga Kotljarova Olga Zajtseva Olesia Krasnomovets | 3.23,37                                      | Glasgow, Storbritannien                      | 28 januari 2006                              |
| Mästerskapsrekord                            | Nederländerna Lieke Klaver Marit Dopheide Lisanne de Witte Femke Bol        | 3.27,15                                      | Toruń, Polen                                 | 7 mars 2021                                  |

## Program
Alla tider är lokal tid (UTC+03:00).
| Datum       | Tid   | Omgång |
| ----------- | ----- | ------ |
| 5 mars 2023 | 19:25 | Final  |

## Final
Finalen startade klockan 19:25.
| Placering | Bana | Nation         | Idrottare                                                                     | Tid     | Noteringar |
| --------- | ---- | -------------- | ----------------------------------------------------------------------------- | ------- | ---------- |
| 1         | 6    | Nederländerna  | Lieke Klaver, Eveline Saalberg, Cathelijn Peeters, Femke Bol                  | 3.25,66 | 0MR0, 0NR0 |
| 2         | 3    | Italien        | Alice Mangione, Ayomide Folorunso, Anna Polinari, Eleonora Marchiando         | 3.28,61 | 0NR0       |
| 3         | 4    | Polen          | Anna Kiełbasińska, Marika Popowicz-Drapała, Alicja Wrona-Kutrzepa, Anna Pałys | 3.29,31 | 0SB0       |
| 4         | 1    | Tjeckien       | Tereza Petržilková, Marcela Píriková, Nikola Bendová, Lada Vondrová           | 3.31,26 | 0SB0       |
| 5         | 5    | Irland         | Sophie Becker, Sharleen Mawdsley, Cliodhna Manning, Phil Healy                | 3.32,61 | 0SB0       |
| 6         | 2    | Storbritannien | Hanna Kelly, Catys McAulay, Nicole Kendall, Mary Abichi                       | 3.32,65 | 0SB0       |